# Laurinlactam
Laurinlactam (im Englischen meist Laurolactam) ist ein makrocyclisches Lactam, das als Monomer für Polyamid 12 und als Comonomer für Copolyamide Verwendung findet.

## Herstellung
Das bei der Oxidation von Cyclododecan mit Luft oder Sauerstoff in Gegenwart von Borsäure und Übergangsmetallsalzen, z. B. Cobalt(II)-acetat anfallende, auch als Ol/On-Gemisch bezeichnete  Cyclododecanol/Cyclododecanon-Gemisch wird an einem Kupferkontakt quantitativ zu Cyclododecanon dehydriert und dieses mit Hydroxylamin zum Cyclododecanon-oxim umgesetzt. Das Oxim wird in einer Beckmann-Umlagerung in Gegenwart einer starken Säure zu Laurinlactam umgelagert.
Ein alternativer Prozess unterwirft Cyclododecan einer Photonitrosierung mit Nitrosylchlorid in Gegenwart von wasserfreiem Chlorwasserstoff. Das entstehende Cyclododecanon-oxim wird mit konzentrierter Schwefelsäure extrahiert und durch Erhitzen auf 160 °C zu Laurolactam umgelagert. Die Gesamtausbeute (Photonitrosierung + Beckmann-Umlagerung) beträgt bis zu 93 % d.Th. Laurinlactam wird in Europa von Arkema und Evonik Industries sowie in Japan von einem Gemeinschaftsunternehmen der Ems-Grivory und der Ube Industries hergestellt.

## Eigenschaften
Laurinlactam ist ein praktisch wasserunlöslicher, in technischer Qualität meist beige gefärbter und in reinem Zustand (Monomerqualität mit 99,9 % Reinheit) weißer kristalliner Feststoff, der in vielen organischen Lösungsmitteln, z. B. 1,4-Dioxan, Benzol, Cyclohexan, löslich ist. Die Reinigung erfolgt konventionell durch mehrstufige Destillation unter vermindertem Druck. Die Kombination von Destillation und Kristallisation aus Lösung oder Schmelze liefert sehr reines Laurinlactam (>99 %). Das von Laurinlactam ausgehende Gefahrenpotential wird als niedrig beurteilt.

## Verwendung
Die ringöffnende Polymerisation des Monomers Laurinlactam verläuft zunächst bei Zusatz von Wasser in einer Vorpolymerisation bei ca. 300 °C unter Druck zu einem Prepolymer, das in einer folgenden Polykondensationstufe bei normalem oder vermindertem Druck und Temperaturen von ca. 250 °C zu höhermolekularem Polyamid 12 (PA 12: -[NH-(CH2)11-CO]n-) reagiert.
Als Comonomer findet Laurinlactam zusammen mit ε-Caprolactam Verwendung zur Herstellung von Copolyamid 6/12.